# Charles Roden Buxton
Charles Roden Buxton (27 novembre 1875 - 16 décembre 1942) est un philanthrope anglais et un homme politique radical du Parti libéral britannique qui rejoint plus tard le Parti travailliste. Il survit à une tentative d'assassinat lors d'une mission dans les Balkans en 1914.

## Jeunesse
Il est né à Londres, le troisième fils de Fowell Buxton (3e baronnet). Son frère aîné Noel Buxton est une figure éminente de la politique britannique, tout comme son cousin Sidney Buxton.
Il grandit sur le domaine familial dans l'Essex et fait ses études au Harrow et au Trinity College de Cambridge, prenant une première en lettres classiques et devenant président de la Cambridge Union . Après avoir quitté l'université, il se rend en Australie-Méridionale, où son père est gouverneur, ainsi que dans d'autres endroits en France, en Extrême-Orient, en Inde et en Amérique.
Il étudie le droit et est admis au barreau en 1902. Il donne des conférences au Morley College et y est directeur de 1902 à 1910. Il écrit des articles sur divers sujets et édite l'Albany Review de 1906 à 1908.
En 1904, il épouse Dorothy Frances Jebb. Les Jebbs, en plus d'être une famille aisée, ont également une forte conscience sociale et un engagement envers le service public. Sa mère, Eglantyne Louisa Jebb (en), a fondé la Home Arts and Industries Association, pour promouvoir les arts et l'artisanat auprès des jeunes des zones rurales, sa sœur Louisa aide à fonder la Women's Land Army pendant la Première Guerre mondiale, et Dorothy et sa sœur Eglantyne Jebb cofondent l'organisation caritative et le mouvement international Save the Children.
Les Buxton ont un style de vie frugal - lors de leurs visites à pied dans le sud de l'Angleterre, ils sont parfois confondus avec des clochards - et déménagent à Kennington, un quartier ouvrier de Londres. Ils ont deux enfants et s'installent ensuite dans le quartier plus aisé de Golders Green.

## Carrière politique
Il se présente comme candidat libéral à Hertford en 1906 et à Ashburton en 1908. Finalement, il est élu député à Ashburton en 1910, mais perd son siège lors de la deuxième élection de cette année-là. En 1914, avec son frère Noel, il part pour la Bulgarie. Ils s'arrêtent à Bucarest, en Roumanie, en octobre 1914. Là-bas, une tentative d'assassinat est commise contre eux par l'activiste turc Hasan Tahsin. Il reçoit une balle dans le poumon, mais survit. Son frère est également blessé à la mâchoire. Tashsin est capturé et envoyé en prison pendant cinq ans .

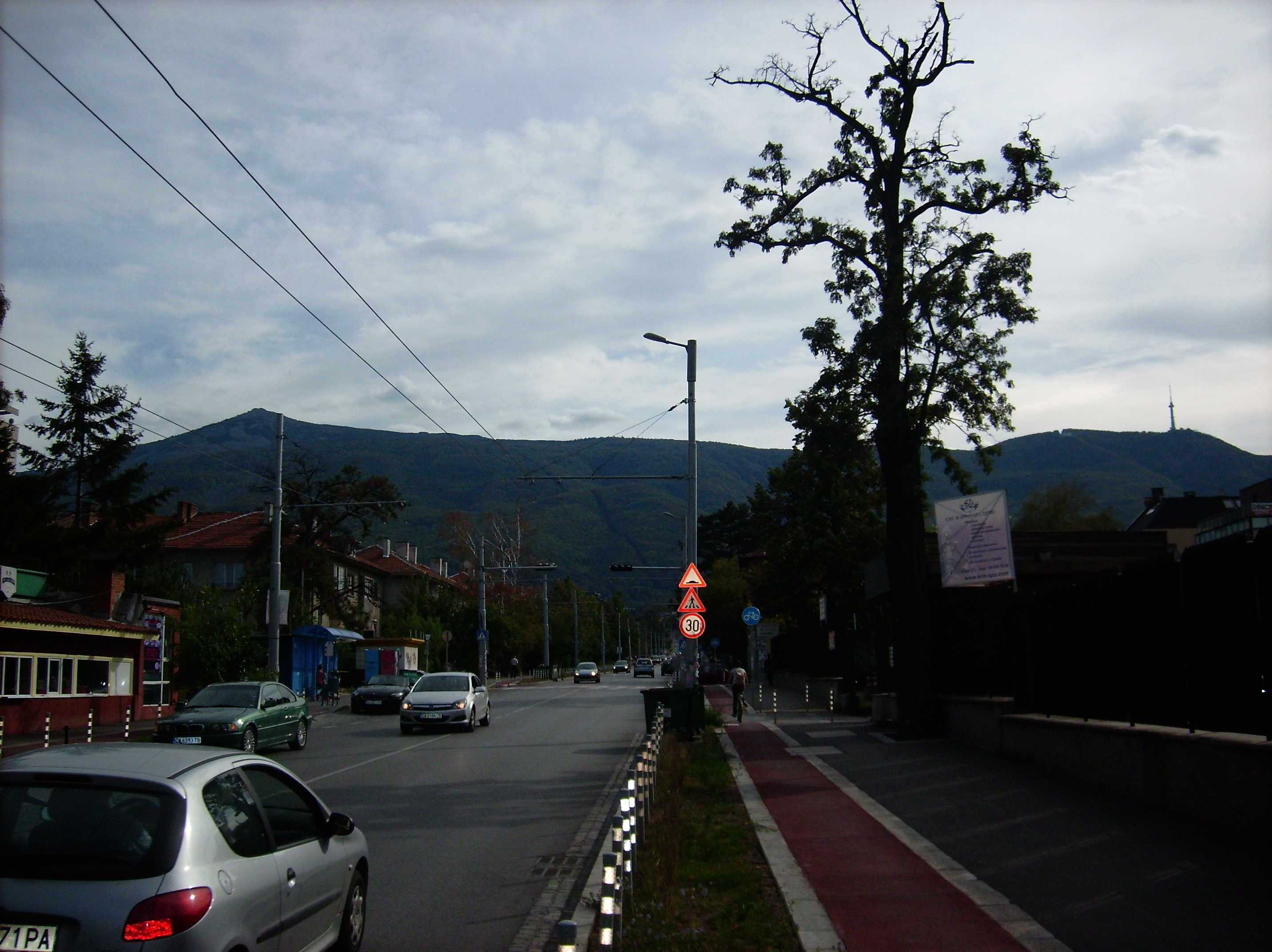
Une vue de Vitosha du boulevard nommé d'après les frères Noel & Charles Buxton à Sofia, Bulgarie

Pendant la Première Guerre mondiale, il fait partie de la minorité qui plaide pour une paix négociée et est membre fondateur de l'Union pour le contrôle démocratique. En 1917, il quitte le Parti libéral et rejoint le Parti travailliste indépendant. En tant que secrétaire de la délégation du Parti travailliste en Union soviétique en 1920, il est très impressionné par ce qu'il voit et écrit un livre à ce sujet, Dans un village russe (1922) . En 1918, il se présente à Accrington pour le Parti travailliste et perd, mais remporte le siège en 1922 et perd à nouveau en 1923. Il remporte le siège d'Elland en 1929, mais est battu en 1931 et 1935.
Buxton a toujours été beaucoup plus efficace dans les coulisses, agissant en tant que conseiller politique sur les questions étrangères et coloniales auprès du Parti travailliste. Il montre un intérêt particulier pour les droits des peuples autochtones d'Afrique et voyage beaucoup sur le continent.
Un autre de ses intérêts est l'espéranto, et il devient président de la société internationale des espérantistes quakers .
Avec Dorothy, il devient membre de la Société des Amis. Ils sont de fervents militants pour la paix et critiquent ce qu'ils perçoivent comme l'injustice envers l'Allemagne du traité de Versailles. Peu de temps avant le déclenchement de la Seconde Guerre mondiale, ils soutiennent encore que la paix peut être atteinte en répondant aux griefs allemands. Le déclenchement de la guerre est une grande déception pour eux deux. Charles prend sa retraite de la politique en 1939 et vit dans la maison de sa fille à Peaslake, Surrey, où il est mort et est enterré en 1942. Bien qu'il ait eu deux enfants, il laisse la majeure partie de sa succession à des œuvres de charité.